# Leptostylus seabrai
Leptostylus seabrai là một loài bọ cánh cứng trong họ Cerambycidae.